# سراج (اسم)
سراج هو اسم علم مذكر من أصل عربي، ومعناه هو معرب عن الفارسية أصله «جزاغ»، قال تعالى: ﴿وجعل فيها سراجًا وقمرًا منيرًا﴾ [الفرقان من الآية 61].

## شخصيات تحمل الاسم
- سراج التل (لاعب كرة قدم أردني، 8 يناير 1982 – )
- سراج الدين الأرموي (1198[3] – 1283[3])
- سراج الدين البلقيني (فقيه شافعي، 3 أغسطس 1324 – 1 يونيو 1403)
- سراج الدين الشيحي (لاعب كرة قدم تونسي، 16 أبريل 1970[4] – )
- سراج الدين الوراق (615 – )
- سراج الدين حقاني (1970 – )
- سراج سيكدار (سياسي بنغلاديشي، 27 سبتمبر 1944 – 2 يناير 1975)
- سراج فيجيسا (سياسي إثيوبي، 1971 – )
- سراج مسعود الدين
- سراج منير (ممثل مصري، 15 يوليو 1904 – 1 مارس 1957)

## وصلات خارجية
- موسوعة السلطان قابوس لأسماء العرب نسخة محفوظة 5 أبريل 2019 على موقع واي باك مشين.